# Sandro Ghiani
Sandro Ghiani (Carbonia, 8 novembre 1953) è un attore, sceneggiatore e regista teatrale italiano.

## Biografia
Nato a Carbonia, nel sud-ovest della Sardegna; ha compiuto i suoi studi in seminario, nell'Istituto di don Orione a Tortona, dove, con i primi spettacoli a livello amatoriale, ha scoperto la sua passione per la recitazione. Ha lavorato per il cinema, per la televisione, per la radio e per il teatro. Ha avuto anche esperienze come doppiatore per il cinema e la televisione. 
Caratterista particolarmente attivo negli anni ottanta, i suoi ruoli più noti sono quelli del poliziotto sardo ingenuo in numerosi film a fianco di Lino Banfi, Diego Abatantuono, Adriano Celentano, Renato Pozzetto, Jerry Calà e altri ancora.

## Filmografia

### Cinema
- Sturmtruppen, regia di Salvatore Samperi (1976)
- Von Buttiglione Sturmtruppenführer, regia di Mino Guerrini (1977)
- I peccati di una giovane moglie di campagna, regia di Alfredo Rizzo (1977)
- Zanna Bianca e il grande Kid, regia di Vito Bruschini (1978)
- Io zombo, tu zombi, lei zomba, regia di Nello Rossati (1979)
- La vedova del trullo, regia di Franco Bottari (1979)
- Liquirizia, regia di Salvatore Samperi (1979)
- Mani di velluto, regia di Castellano e Pipolo (1979)
- Una donna di notte, regia di Nello Rossati (1979)
- Fico d'India, regia di Steno (1980)
- Il bisbetico domato, regia di Castellano e Pipolo (1980)
- Mia moglie è una strega, regia di Castellano e Pipolo (1980)
- Un sacco bello, regia di Carlo Verdone (1980)
- White Pop Jesus, regia di Luigi Petrini (1980)
- Una vacanza bestiale, regia di Carlo Vanzina (1980)
- Terzo episodio di Zucchero, miele e peperoncino, regia di Sergio Martino (1980)
- Asso, regia di Castellano e Pipolo (1981)
- Fracchia la belva umana, regia di Neri Parenti (1981)
- Teste di quoio, regia di Giorgio Capitani (1981)
- I carabbinieri, regia di Francesco Massaro (1981)
- Miracoloni, regia di Francesco Massaro (1981)
- Passione d'amore, regia di Ettore Scola (1981)
- Pierino il fichissimo, regia di Alessandro Metz (1981)
- È forte un casino!, regia di Alessandro Metz (1982)
- La sai l'ultima sui matti?, regia di Mariano Laurenti (1982)
- Secondo episodio di Ricchi, ricchissimi... praticamente in mutande, regia di Sergio Martino (1982)
- Sballato, gasato, completamente fuso, regia di Steno (1982)
- Spaghetti House, regia di Giulio Paradisi (1982)
- Viuuulentemente mia, regia di Carlo Vanzina (1982)
- Chewingum, regia di Biagio Proietti (1984)
- Un ragazzo e una ragazza, regia di Marco Risi (1984)
- Carabinieri si nasce, regia di Mariano Laurenti (1985)
- Mezzo destro mezzo sinistro - 2 calciatori senza pallone, regia di Sergio Martino (1985)
- Scemo di guerra, regia di Dino Risi (1985)
- Soldati - 365 all'alba, regia di Marco Risi (1987)
- Fiori di zucca, regia di Stefano Pomilia (1988)
- Tre colonne in cronaca, regia di Carlo Vanzina (1990)
- Ultrà, regia di Ricky Tognazzi (1991)
- Grazie al cielo, c'è Totò, regia di Stefano Pomilia (1991)
- Vacanze di Natale '91, regia di Enrico Oldoini (1991)
- Caino e Caino, regia di Alessandro Benvenuti (1993)
- Piccolo grande amore, regia di Carlo Vanzina (1993)
- La chance, regia di Aldo Lado (1994)
- Le nuove comiche, regia di Neri Parenti (1994)
- Vacanze di Natale '95, regia di Neri Parenti (1995)
- Ritorno a casa Gori, regia di Alessandro Benvenuti (1996)
- Volare!, regia di Vittorio De Sisti (1997)
- Artemisia. Passione estrema, regia di Agnès Merlet (1998)
- Sos Laribiancos - I dimenticati, regia di Piero Livi (1999)
- Zora la vampira, regia di Manetti Bros. (2000)
- Oggi sposi, regia di Luca Lucini (2009)

### Televisione
- Professione vacanze – serie TV (1987)
- I ragazzi della 3ª C – serie TV (1987-1989)
- Tutti in palestra, regia di Vittorio De Sisti – miniserie TV (1989)
- Il vigile urbano – serie TV (1989-1990)
- Un commissario a Roma – serie TV (1993)
- I ragazzi del muretto 2 – serie TV (1993)
- Dio vede e provvede – serie TV (1996-1997)
- Anni '50, regia di Carlo Vanzina – miniserie TV (1998)
- Un medico in famiglia – serie TV (1998)
- Non lasciamoci più – serie TV (1999)
- La squadra – serie TV (2000)
- Un maresciallo in gondola, regia di Carlo Vanzina – film TV (2002)
- Benedetti dal Signore – serie TV (2004)
- L'ultima frontiera – film TV (2005)
- Gino Bartali - L'intramontabile, regia di Alberto Negrin – miniserie TV (2006)
- Don Matteo – serie TV, episodio 7x10 (2009)
- Il mostro di Firenze, regia di Antonello Grimaldi – miniserie TV (2009)
- Squadra antimafia - Palermo oggi – serie TV, episodio 2x05 (2010)
- Il commissario Zagaria, regia di Antonello Grimaldi – miniserie TV (2011)[1]

### Webserie
- GiGi TV Show - 10 domande alla commedia sexy all'italiana, regia di Luigi Addate (2022)

### Sceneggiature
- Pane e zucchero
- Vimini
- Ciao piccolina
- Messaggi d'amore
- Il volo di un angelo
- Un cuore grande così
- Classe IIB - sezione speciale

## Teatro

### Regista
- Mi ndi ollu andai
- Ripassi domani
- Non venite mangiati, in collaborazione con Mimmo Mancini
- Due cuori in... solitari

### Attore
- Telefonami. In teatro di Silvia Scola, regia di Nora Venturini (1998)
- Terapia col fischio o senza? di Paolo Andreotti e Valentino Fanelli, con Alvaro Vitali, Sergio Di Pinto e Carmine Faraco (2024)
- Gli investigatonti di Valentino Fanelli, con Alvaro Vitali, Carmine Faraco, Sergio Di Pinto e Victor Quadrelli (2025)

## Doppiatori italiani
- Sergio Di Giulio in Zucchero, miele e peperoncino
- Marcello Prando in Fico d'India
- Leo Gullotta in Il bisbetico domato

## Opere
- Sandro Ghiani e Susanna Trossero, L'angelo della porta accanto, prefazione di Massimo Dapporto, Perugia, Graphe.it, 2009, ISBN 978-88-89840-48-1.
- Sandro Ghiani e Rosa Castrogiovanni, Pane e zucchero, Roma, 2023, ISBN 979-8-3939-7522-7.